# Championnats panaméricains de cyclisme sur piste de 2015
Navigation
Championnats panaméricains 2014 Championnats panaméricains 2016
Les Championnats panaméricains de cyclisme sur piste sont les championnats continentaux annuels de cyclisme sur piste pour les pays membres de la Confédération panaméricaine de cyclisme.
Les compétitions se déroulent du 1er au 6 septembre à Santiago, au Chili.

## Podiums
| Épreuves                | Or                                                                       | Argent                                                                    | Bronze                                                                     |
| ----------------------- | ------------------------------------------------------------------------ | ------------------------------------------------------------------------- | -------------------------------------------------------------------------- |
| Compétitions masculines |                                                                          |                                                                           |                                                                            |
| Kilomètre               | Santiago Ramírez Colombie                                                | Ángel Pulgar Venezuela                                                    | Anderson Parra Colombie                                                    |
| Keirin                  | Fabián Puerta Colombie                                                   | Hersony Canelón Venezuela                                                 | Kacio Fonseca Brésil                                                       |
| Vitesse individuelle    | Fabián Puerta Colombie                                                   | Njisane Phillip Trinité-et-Tobago                                         | Hugo Barrette Canada                                                       |
| Vitesse par équipes     | Venezuela Hersony Canelón Ángel Pulgar César Marcano                     | Canada Hugo Barrette Joseph Veloce Evan Carey                             | Brésil Hugo Osteti (pt) Flávio Cipriano (pt) Kacio Fonseca                 |
| Poursuite individuelle  | Jhonatan Restrepo Colombie                                               | Sean MacKinnon Canada                                                     | Ed Veal Canada                                                             |
| Poursuite par équipes   | Colombie Juan Esteban Arango Arles Castro Jhonatan Restrepo Jordan Parra | Canada Ed Veal Rémi Pelletier-Roy Aidan Caves Sean MacKinnon              | Chili Luis Fernando Sepúlveda Cristian Cornejo Elías Tello Felipe Peñaloza |
| Course aux points       | Luis Fernando Sepúlveda Chili                                            | Sean MacKinnon Canada                                                     | Juan Ignacio Curuchet Argentine                                            |
| Américaine              | États-Unis Jacob Duehring Robert Lea                                     | Colombie Juan Esteban Arango Jhonatan Restrepo                            | Chili Luis Fernando Sepúlveda Gonzalo Miranda                              |
| Scratch                 | Ignacio Prado Mexique                                                    | Aidan Caves Canada                                                        | Cristopher Mansilla Chili                                                  |
| Omnium                  | Juan Esteban Arango Colombie                                             | Ignacio Prado Mexique                                                     | Rémi Pelletier-Roy Canada                                                  |
| Compétitions féminines  |                                                                          |                                                                           |                                                                            |
| 500 mètres              | Jessica Salazar Mexique                                                  | Juliana Gaviria Colombie                                                  | Lisandra Guerra Cuba                                                       |
| Keirin                  | Monique Sullivan Canada                                                  | Martha Bayona Colombie                                                    | Jessica Salazar Mexique                                                    |
| Vitesse individuelle    | Monique Sullivan Canada                                                  | Juliana Gaviria Colombie                                                  | Lisandra Guerra Cuba                                                       |
| Vitesse par équipes     | Mexique Daniela Gaxiola Jessica Salazar                                  | Colombie Martha Bayona Juliana Gaviria                                    | Canada Monique Sullivan Kate O'Brien                                       |
| Poursuite individuelle  | Jennifer Valente États-Unis                                              | Kelly Catlin États-Unis                                                   | Annie Foreman-Mackey Canada                                                |
| Poursuite par équipes   | États-Unis Kelly Catlin Sarah Hammer Ruth Winder Jennifer Valente        | Canada Allison Beveridge Stephanie Roorda Kirsti Lay Annie Foreman-Mackey | Chili Flor Palma Daniela Guajardo Denisse Ahumada Valentina Monsalve       |
| Course aux points       | Stephanie Roorda Canada                                                  | Kimberly Geist États-Unis                                                 | Arlenis Sierra Cuba                                                        |
| Scratch                 | Jennifer Valente États-Unis                                              | Allison Beveridge Canada                                                  | Arlenis Sierra Cuba                                                        |
| Omnium                  | Sarah Hammer États-Unis                                                  | Allison Beveridge Canada                                                  | Angie González Venezuela                                                   |

## Tableau des médailles
57 médailles ont été distribuées lors des compétitions. 
| Rang  | Nation            | Or | Argent | Bronze | Total |
| ----- | ----------------- | -- | ------ | ------ | ----- |
| 1     | Colombie          | 6  | 5      | 1      | 12    |
| 2     | États-Unis        | 5  | 2      | 0      | 7     |
| 3     | Canada            | 3  | 8      | 5      | 16    |
| 4     | Mexique           | 3  | 1      | 1      | 5     |
| 5     | Venezuela         | 1  | 2      | 1      | 4     |
| 6     | Chili             | 1  | 0      | 4      | 5     |
| 7     | Trinité-et-Tobago | 0  | 1      | 0      | 1     |
| 8     | Cuba              | 0  | 0      | 4      | 4     |
| 9     | Brésil            | 0  | 0      | 2      | 2     |
| 10    | Argentine         | 0  | 0      | 1      | 1     |
| Total | Total             | 19 | 19     | 19     | 57    |